# Championnat de Chypre de football 1949-1950
Navigation
Saison précédente Saison suivante
La saison 1949-1950 du Championnat de Chypre de football était la 13e édition officielle du championnat de première division à Chypre. Les huit meilleurs clubs du pays se retrouvent au sein d'une poule unique, la Cypriot First Division, où ils s'affrontent 2 fois, à domicile et à l'extérieur.
C'est l'Anorthosis Famagouste qui remporte le titre en terminant en tête du championnat. C'est le tout premier titre national de son histoire. L'Anorthosis manque le doublé Coupe-championnat en s'inclinant face à l'EPA Larnaca en finale de la Coupe de Chypre. Le triple tenant du titre, l'APOEL Nicosie, ne termine qu'à la 3e place, à 6 points du champion.

## Les 8 clubs participants
| - APOEL Nicosie - Çetinkaya Türk SK - AEL Limassol - Olympiakos Nicosie | - AYMA Nicosie - EPA Larnaca - Pezoporikos Larnaca - Anorthosis Famagouste |

## Compétition

### Classement
Le barème utilisé pour établir le classement est le suivant :
- Victoire : 2 points
- Match nul : 1 point
- Défaite : 0 point

| Rang | Équipe                | Pts | J  | G  | N | P  | Bp | Bc | Diff |
| ---- | --------------------- | --- | -- | -- | - | -- | -- | -- | ---- |
| 1    | Anorthosis Famagouste | 23  | 14 | 11 | 1 | 2  | 51 | 23 | +28  |
| 2    | EPA Larnaca C         | 22  | 14 | 10 | 2 | 2  | 41 | 23 | +18  |
| 3    | APOEL Nicosie T       | 17  | 14 | 8  | 1 | 5  | 38 | 21 | +17  |
| 4    | AEL Limassol          | 15  | 14 | 6  | 3 | 5  | 38 | 24 | +14  |
| 5    | Pezoporikos Larnaca   | 15  | 14 | 7  | 1 | 6  | 38 | 37 | +1   |
| 6    | Çetinkaya Türk SK     | 11  | 14 | 4  | 3 | 7  | 38 | 41 | -3   |
| 7    | Olympiakos Nicosie    | 6   | 14 | 1  | 4 | 9  | 22 | 46 | -24  |
| 8    | AYMA Nicosie          | 3   | 14 | 1  | 1 | 12 | 19 | 70 | -51  |

|  | Vainqueur du championnat de Chypre 1949-1950                                           |
|  | T : Tenant du titre C : Vainqueur de la Coupe de Chypre P : Promu de deuxième division |

## Bilan de la saison
| Championnat de Chypre de football 1949-1950 |                                   |
| Champion                                    | Anorthosis Famagouste (1er titre) |
| Coupes et trophées                          |                                   |
| Vainqueur de la Coupe de Chypre 1949-1950   | EPA Larnaca                       |
| Promotions et relégations                   |                                   |
| Promus en Cypriot First Division            | Aucun                             |
| Relégués en Cypriot Second Division         | Aucun                             |